# Памятник Адаму Мицкевичу (Познань)

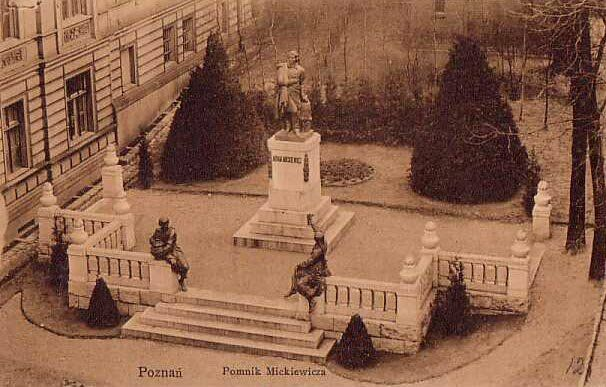
Первый памятник Адаму Мицкевичу в Познани. 1904 год.

Памятник Адаму Мицкевичу — монумент установленный в честь великого польского поэта, политического публициста, деятеля национально-освободительного движения в г. Познань (Польша).
Авторы — скульптор Базили Войтович и архитектор Чеслав Возняк.
Высота бюста — 4 м, пьедестала — 2 м.
Установлен в 1960 году на площади, названной именем поэта в Познани. В городе в 1859 году был сооружен первый в истории Польши памятник А. Мицкевичу, который был разрушен в годы второй мировой войны.
После окончания войны вопрос о восстановлении памятника поэту был поднят в 1955 году. Тогда был объявлен конкурс, в котором принял участие известный скульптор Юзеф Гославский. Первое место на конкурсе занял проект Б. Войтовича и Ч. Возняка.
Четырехметровая фигура А. Мицкевича была установлена на двухметровом пьедестале. Большие трудности возникли при сооружении цоколя. Проект памятника предусматривал, что боковые стороны пьедестала будут украшены барельефами. Однако, материал выбранный для пьедестала — сиенит, оказался настолько твердым, что в связи со сложностями того времени в закупке необходимого инструмента и оборудования, было решено отказаться от барельефов.
Монумент поэту явился пиком творчества скульптора Б. Войтовича, о котором выдающийся польский учëный и требовательный искусствовед профессор Здислав Кепинский сказал, «что это, вероятно, лучший из возведенных за всё время памятников поэту в Польше»